# 香川正人
香川 正人（かがわ まさと、1954年3月27日 - 2016年11月3日）は、香川県坂出市出身のプロ野球選手（投手）。
元プロ野球選手の香川正は実父。

## 来歴・人物
坂出工業高校では2年生からエースとなる。1971年夏の甲子園香川県予選では、1回戦で三本松高を相手にノーヒットノーランを記録。しかし準決勝で坂出商に敗退した。高校卒業後は早稲田大学に進学するが、同期には阿部政文、谷井潤一（日産自動車）と好投手がおり、東京六大学野球リーグではあまり出番はなかった。
大学卒業後は三菱重工神戸に入社、1977年ドラフトで近鉄バファローズに5位指名される。これを保留したまま1978年の都市対抗にエースとして出場。1回戦で東芝の黒紙義弘と投げ合うが完封負け。同年の社会人野球日本選手権は準々決勝に進むが、松下電器の福間納に抑えられ延長10回サヨナラ負けを喫する。その後に1年遅れで入団。
教育リーグでチェンジアップを習得、変則フォームからスライダー、シュート、スローカーブ、フォークと多彩な変化球を武器にした。1979年には中継ぎ、抑えとして起用され5勝2Sをあげる。しかし肘を故障し、翌年以後は偵察メンバーで1試合に出場したのみで、1982年オフに自由契約となり横浜大洋ホエールズに移籍。ここでは公式戦に登板できず、1983年限りで現役を引退した。
引退後はクラブチーム・西多摩倶楽部にて、選手兼任コーチを経て2009年より選手兼任監督を務めていた。2016年11月3日、肺がんにより死去。62歳没。

## 詳細情報

### 年度別投手成績
| 年 度     | 球 団     | 登 板 | 先 発 | 完 投 | 完 封 | 無 四 球 | 勝 利 | 敗 戦 | セ 丨 ブ | ホ 丨 ル ド | 勝 率 | 打 者 | 投 球 回 | 被 安 打 | 被 本 塁 打 | 与 四 球 | 敬 遠 | 与 死 球 | 奪 三 振 | 暴 投 | ボ 丨 ク | 失 点 | 自 責 点 | 防 御 率 | W H I P |
| --------- | --------- | ----- | ----- | ----- | ----- | -------- | ----- | ----- | -------- | ----------- | ----- | ----- | -------- | -------- | ----------- | -------- | ----- | -------- | -------- | ----- | -------- | ----- | -------- | -------- | ------- |
| 1979      | 近鉄      | 19    | 0     | 0     | 0     | 0        | 5     | 0     | 2        | --          | 1.000 | 188   | 42.1     | 47       | 9           | 16       | 0     | 2        | 26       | 2     | 1        | 24    | 22       | 4.68     | 1.49    |
| 通算：1年 | 通算：1年 | 19    | 0     | 0     | 0     | 0        | 5     | 0     | 2        | --          | 1.000 | 188   | 42.1     | 47       | 9           | 16       | 0     | 2        | 26       | 2     | 1        | 24    | 22       | 4.68     | 1.49    |

- 各年度の太字はリーグ最高

### 記録
- 初登板・初勝利：1979年4月10日、対ロッテオリオンズ前期1回戦（日生球場）、7回表1死に2番手で救援登板・完了、2回2/3を無失点
- 初奪三振：同上、8回表に江島巧から
- 初セーブ：1979年5月6日、対阪急ブレーブス前期6回戦（藤井寺球場）、9回表無死に3番手で救援登板・完了、1回無失点

### 背番号
- 11 （1979年 - 1982年）
- 62 （1983年）